# James Whitney Young
James Whitney Young (né à Portland, États-Unis, le 24 janvier 1941) est un astronome américain.

## Biographie
Guide technique sur le stand de la NASA au cours de l'Expo 1962 à Seattle, il décide à cette occasion de se présenter comme assistant pour le nouvel observatoire de Table Mountain du Jet Propulsion Laboratory. Après y être entré, il y reste à différents postes jusqu'à sa retraite en 2009.
Le Centre des planètes mineures lui attribue la découverte de 257 astéroïdes numérotés, faites entre 2002 et 2009, dont une en collaboration avec A. Grigsby.
Il a également découvert la supernova SN 2004eg.
L'astéroïde (2874) Jim Young a été nommé en son honneur.
| (78577) JPL            | 10 septembre 2002 |
| (84882) Table Mountain | 1er février 2003  |
| (90525) Karijanberg    | 17 mars 2004      |
| (95939) Thagnesland    | 30 mai 2003       |
| (114239) Bermarmi      | 21 novembre 2002  |
| (115312) Whither       | 19 septembre 2003 |
| (115477) Brantanica    | 19 octobre 2003   |
| (115891) Scottmichael  | 14 novembre 2003  |
| (116446) McDermid      | 5 janvier 2004    |
| (116903) Jeromeapt     | 11 avril 2004     |
| (120038) Franlainsher  | 26 janvier 2003   |
| (120174) Jeffjenny     | 23 mai 2003       |
| (128297) Ashlevi       | 13 décembre 2003  |
| (133280) Bryleen       | 18 septembre 2003 |
| (133527) Fredearly     | 5 octobre 2003    |
| (142084) Jamesdaniel   | 29 août 2002      |
| (144692) Katemary      | 9 avril 2004      |
| (147397) Bobhazel      | 30 mars 2003      |
| (150035) Williamson    | 20 novembre 2005  |
| (158899) Malloryvale   | 17 août 2004      |
| (163626) Glatfelter    | 27 octobre 2002   |
| (185641) Judd          | 5 mars 2008       |
| (189944) Leblanc       | 3 octobre 2003    |
| (198110) Heathrhoades  | 17 septembre 2004 |
| (201777) Deronda       | 24 novembre 2003  |
| (221019) Raine         | 13 août 2005      |
| (281445) Scotthowe     | 28 septembre 2008 |